# Snowbug
Snowbug — студийный альбом британской авант-поп группы The High Llamas, изданный в 1999 году на лейбле V2 Records. Он оказался коммерчески неудачным.
Первым синглом альбома стала песня «Cookie Bay».

## Отзывы
| Оценки критиков                   | Оценки критиков |
| Источник                          | Оценка          |
| --------------------------------- | --------------- |
| AllMusic                          | [ 1 ]           |
| Dayton Daily News                 | A               |
| The Encyclopedia of Popular Music | [ 8 ]           |
| Orange County Register            | B+              |
| Pitchfork                         | 5.8/10          |

Salon написал, что «кристально чистое производство альбома и сдержанная среднетемповая походка делают его почти взрослым современным упражнением в музыкальной приятности, но в его мастерстве явно прослеживаются другие, более амбициозные замыслы». The Birmingham Post считает, что «если и есть брешь в доспехах лам, то это хрупкий, бессодержательный вокал О’Хагана, который часто не справляется с его сложными аранжировками в стиле Брайана Вилсона». The Orange County Register заявила, что «переработка весьма очаровательна».
The Herald считает, что «в песне „Cut The Dummy Loose“ группа, возможно, записала тему для детского телешоу, настолько странного, что снять его мог только Дэвид Линч». The Guardian заключила, что «главная проблема этой электроидной причуды, однако, не в том, что она не идет от сердца, а в том, что она не делает никаких заметных попыток достичь его». The Chicago Tribune определила, что Snowbug «играет как партия синглов, а не как сюита, что делает его не только прекрасным вступлением, но и солидным диском отдельных, хорошо сконструированных идей».
Стивен Томас Эрлевайн из AllMusic написал следующее: «в какой-то момент в его музыке было очарование и изобретательность, даже если это была просто дань уважения, но теперь, когда она превратилась в запатентованный звук High Llamas, очевидно, что он загнал себя в угол, и, что еще хуже, он, кажется, не так уж обеспокоен этим».

## Список композиций
| №   | Название              | Длительность |
| --- | --------------------- | ------------ |
| 1.  | «Bach Ze»             |              |
| 2.  | «Harpers Romo»        |              |
| 3.  | «Hoops Hooley»        |              |
| 4.  | «Cookie Bay»          |              |
| 5.  | «Triads»              |              |
| 6.  | «The American Scene»  |              |
| 7.  | «Go to Montecito»     |              |
| 8.  | «Janet Jangle»        |              |
| 9.  | «Amin»                |              |
| 10. | «Daltons Star»        |              |
| 11. | «Cotton to the Bell»  |              |
| 12. | «Green Coaster»       |              |
| 13. | «Cut the Dummy Loose» |              |